# Odontosida pusillus

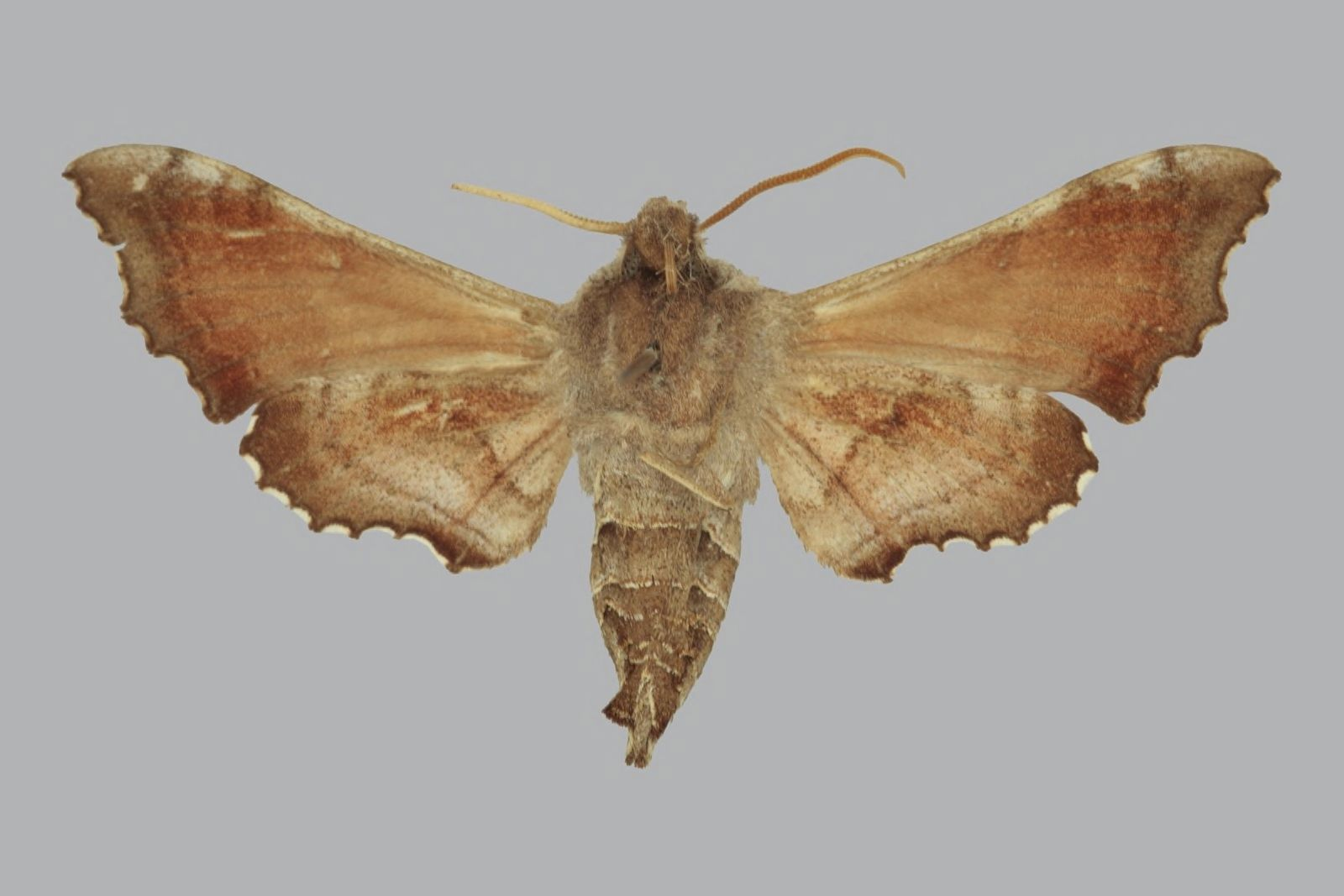
Odontosida pusillus, Weibchen

Odontosida pusillus ist ein Schmetterling (Nachtfalter) aus der Familie der Schwärmer (Sphingidae).

## Merkmale
Die Falter haben eine Vorderflügellänge von 19 bis 20 Millimetern. Der Körper und die Vorderflügel haben eine braunrosa oder graue Grundfarbe mit dunkleren Linien. Die Hinterflügel sind rosa-kupferfarben. Die grauen Tiere sehen Temnora elegans ähnlich, unterscheiden sich jedoch in der Musterung der Vorderflügel und des Körpers. Odontosida pusillus besitzt zudem einen dunklen Fleck am Tornus der Hinterflügel.
Die Raupen sind grün und haben eine körnige Oberfläche mit feinen weißen Noppen. Sie haben an den Seiten sieben schräge, grüne und weiße Streifen. Die Stigmen sind rötlich. Das Analhorn ist ziemlich lang, schwarz gefärbt und hat weiße Noppen.

## Verbreitung und Lebensweise
Die Art ist nur aus Südafrika bekannt. Ihre Raupen ernähren sich von Arten der Gattung Hermannia.

## Belege